# VIII Dom Studenta Politechniki Łódzkiej
Ósmy Dom Studenta (ZWARTEK) – największy akademik Politechniki Łódzkiej w Łodzi. 
Akademik zapewnia pokoje jedno-, dwu- i trzyosobowe na 10 piętrach łącznie – 240 pokoi. W akademiku mieszka około 510 studentów. Znajdują się tu również 4 pokoje gościnne oraz na każdym piętrze kuchnia, pralnia oraz odkurzacz. Na parterze znajdują się takie pomieszczenia jak klubik „Eldorado”, salka telewizyjna oraz salka do nauki. W piwnicy znajduje się siłownia oraz sala rekreacyjna, w której można zagrać w ping-ponga i trambambulę. Przy akademiku znajduje się parking dla studentów.